# Wenger
Wenger — швейцарская компания, производящая ножи. Была одной из двух компаний, которая изготавливала швейцарские армейские ножи. В 2005 году была приобретена своим единственным конкурентом — компанией Victorinox .

## История

### 1893—1921
В 1893 году Паул Боеша (фр. Paul Boéchat) основывает компанию под названием «Paul Boéchat & Cie». В то время она располагается в городе Коуртетелле, кантон Юра. Через два года, в 1895-м, компанию приобретает группа инвесторов, которая переименовывает её в «Швейцарскую фабрику по производству ножей» (фр. Fabrique suisse de coutellerie SA). В 1900 году происходит слияние с Базельской компанией Besteckfabrik после чего название меняется в третий раз, теперь компания называется «Швейцарская фабрика по производству инструментов». В том же году компания переезжает на новый завод в Делемоне, который имеет площадь в 1700 м².
В 1901 году первый нож производства «Швейцарской фабрики по производству инструментов» поступает в вооружённые силы Швейцарии. В 1907 году директор компании с 1898 года Тео Венгер вновь меняет название компании, называя её в свою честь: «Wenger & Co. SA». В 1908 году армия Швейцарии принимает решение о том, что заказы ножей будут делиться поровну между компаниями Wenger и Victorinox. Такое решение связывается с желанием поддержки конкурентоспособных цен.

### 1922—2000
- 1922 год — компания получает своё нынешнее название: «Wenger S.A.»[2].
- 1929 год — после смерти Тео Венгера контрольный пакет акций компании приобретает Каспар Оертли.
- 1947 год — компания присоединяется к швейцарскому договору о коллективном труде в машиностроительной промышленности.
- 1980-е годы — начато производство серии кухонных ножей Grant Maitre.
- 1986 год — после пожара завод компании почти полностью уничтожен.
- 1988 год — начинается производство часов Wenger.
- 1989 год — компания Wenger начинает выпускать ножи для всемирной организации скаутского движения.
- 1992 год — ножи Wenger включаются в экипировку космонавтов NASA.
- 1995 год — начинается производство серии профессиональных ножей SWIBO.
- 1997 год — Wenger получает сертификат ISO-9001.
- 2000 год — начинается выпуск ножей с дизайном, разработанным компанией Porsche.

### 2001 — н. в.
После террористических актов 11 сентября 2001 года начался сильный спад продаж карманных ножей, так как провоз их в ручной клади в самолётах был запрещён практически во всём мире. Также была запрещена продажа ножей в магазинах беспошлинной торговли в аэропортах, которые приносили компаниям огромную прибыль. В результате этого доходы компании Wenger сильно упали. Victorinox также столкнулся со снижением прибыли, но в связи с бо́льшими оборотами компания осталась в прибыли.
В 2002 году компания начинает производить Businesstool: ножик, имеющий уникальные функции в виде степлера, антистеплер и дырокола.
В 2005 году компания была продана своему конкуренту Victorinox. По заявлению компании Victorinox, основной причиной для приобретения Wenger было опасение по поводу продажи компании за рубеж, за чем могло последовать ухудшение качества швейцарских ножей, что означало бы потерю образа швейцарских армейских ножей и понижение продаж у обеих компаний. Несмотря на всё это, компании Wenger была предоставлена полная независимость в плане развития, производства и сбыта своей продукции. По мнению Victorinox, обе компании должны продолжать присутствовать на рынке в качестве конкурентов.
В том же 2005 году было начато производство ножей новой серии Evolution, обладающей новой эргономичной рукояткой. Компания назвала это «первым изменением дизайна красной ручки швейцарских армейских ножей с момента их создания».
В 2006 году была запущена серия NailClip: ножи этой серии по заявлению компании являются первыми в мире ножами, оснащёнными кусачками для ногтей. В том же году было налажено производство ножей серии EvoGrip, в ручках которых находятся две чёрных резиновых вставки для улучшения удобства использования ножа.
В 2007 году налаживается производство ножей новой серии NewRanger. В том же году Wenger выпускает самый большой в мире швейцарский армейский нож, состоящий из 87 предметов и имеющий 141 функцию. Нож был занесён в книгу рекордов Гиннесса как самый большой карманный нож в мире.
В 2008 году начинается производство новых серий ножей: Ranger Grip и SoftTouch.
В 2009 году Wenger заключает трёхлетний контракт на спонсирование экспедиции в Патагонию.
30 января 2013 года Wenger and Victorinox анонсировали, что различные бренды по выпуску ножей будут объединены в один бренд: Victorinox. Пресс-релиз утверждает, что компания Wenger в Делемоне будет продолжать производить ножи и все сотрудники сохранят свои места. Также утверждается, что ножи продуктовой линейки Wenger будут производиться под торговой маркой Victorinox. Часы Wenger сохранят свою торговую марку.
С 15 августа 2014 года выпуск ножей Wenger прекращён.

## Продукция

### Ножи
Основным видом продукции компании Wenger являются швейцарские армейские ножи, имеющие как правило красную ручку и длину в сложенном состоянии 85 мм. Тем не менее, есть ножи других цветов и размеров. Также как и Victorinox, Wenger использует в качестве логотипа швейцарский крест, но уже на другом фоне: если у Victorinox в качестве фона используется щит, то у Wenger это квадрат с закруглёнными углами. На лезвиях ножей Wenger выгравировано название, а также изображение арбалета. Это отсылка к швейцарскому герою Вильгельму Теллю, который по легенде имел мастерскую по производству ножей.
Wenger производит множество вариантов швейцарского армейского ножа. Самые простые из них имеют только одно лезвие, у самых крупных ножей можно насчитать несколько десятков предметов. По состоянию на январь 2010 года компанией выпускаются следующие серии ножей:
- Серия Evolution
  - 65мм
  - 85мм
  - Security
  - Junior
  - EvoGrip — с резиновыми вставками в ручке
  - SoftTouch — чёрные ножи
  - Scout — для всемирной организации скаутского движения
  - GiantKnife — самый большой нож в мире
- Businesstool — нож со степлером, антистеплером и дыроколом
- Cigar
- Classic — классические ножи
- Eloxy
- Executive
- Fantasy
- Graft
- Hardwoods

- Metal
- NewRanger — имеют длину 120 мм, разработаны при участии матросов парусной команды Alinghi[7], запрещены в Германии
- Porsche Design — с дизайном, разработанным компанией Porsche[8]
- Ranger — имеют длину 120мм
- Sport and leisure
- Spot Light
- Swiss Army — армейские ножи
- Translucent
- Watchmaker
- Wood — с деревянной ручкой

Кроме карманных ножей, Wenger производит также кухонные ножи и профессиональные ножи Swibo.
По данным на июнь 2007 года, в день заводы Wenger производили около 28000 разнообразных видов ножей.

### Часы
С 1988 года начинается производство часов Wenger. Главный офис компании Wenger Watch располагается в Швейцарском городе Бьене.
В Канаде из-за возникшего конфликта с компанией Wenger Watch Company Limited часы Wenger распространяются под брендом Swiss Military. Во всех остальных странах они распространяются под маркой Wenger Watch.

### Прочая продукция
Кроме ножей и часов компания Wenger производит ножницы под брендом Swisors, блокноты (с возможностью использовать их как бумажник).
В Северной Америке под торговой маркой Wenger выпускается туристическое снаряжение (палатки, рюкзаки, спальные мешки и т. д.), чемоданы, сумки и офисные принадлежности. В Европе туристическое снаряжение выпускается под маркой Swissgear.